# Fuad Anwar
Pour les articles homonymes, voir Anwar et Amin.
Fuad Anwar Amin (فؤاد أنور أمين), né le 13 octobre 1972 à Riyad, est un footballeur saoudien.

## Biographie
Jouant comme défenseur, il est international saoudien à 95 reprises de 1992 à 1998.
Il participe aux Coupes du monde 1994 et 1998, ainsi qu'aux Coupes des confédérations 1992 et 1995 et aux Jeux Olympiques 1996, marquant un but contre la France à la 26e minute (1-2). C'est le premier buteur saoudien en Coupe du monde, but marqué contre les Pays-Bas, à la 18e minute (1-2). Il marque de nouveau contre le Maroc, à la 45e pour une victoire 2 buts à 1. Il participe en 1998, mais sans marquer.
C'est sur lui que Zidane a marché lors du match de coupe du monde en 1998 entre la France et l'Arabie saoudite provoquant l'expulsion de ce dernier.

## Clubs
- 1991-1998 :  Al-Shabab Riyad
- 1999 :  Sichuan Quanxing
- 1999-2001 :  Al Nasr Riyad

## Palmarès
- Championnat d'Arabie saoudite de football

- - Vainqueur en 1992 et 1993
- Ligue des champions de l'AFC
  - Finaliste en 1992
- Ligue des Champions arabes
  - Vainqueur en 1992
  - Finaliste en 1998
- Coupe Crown Prince d'Arabie saoudite
  - Vainqueur en 1993
  - Finaliste en 1992 et 1994
- Coupe du golfe des clubs champions
  - Vainqueur en 1993 et 1994
- Supercoupe arabe
  - Vainqueur en 1996
  - Finaliste en 2001
- Coupe arabe des vainqueurs de coupe
  - Finaliste en 1994, 1997 et 2000
- Coupe des confédérations
  - Finaliste en 1992